# Elafin
Elafin‏ (None) هوَ بروتين يُشَفر بواسطة جين Elafin في الإنسان.